# Cucafera de Tortosa

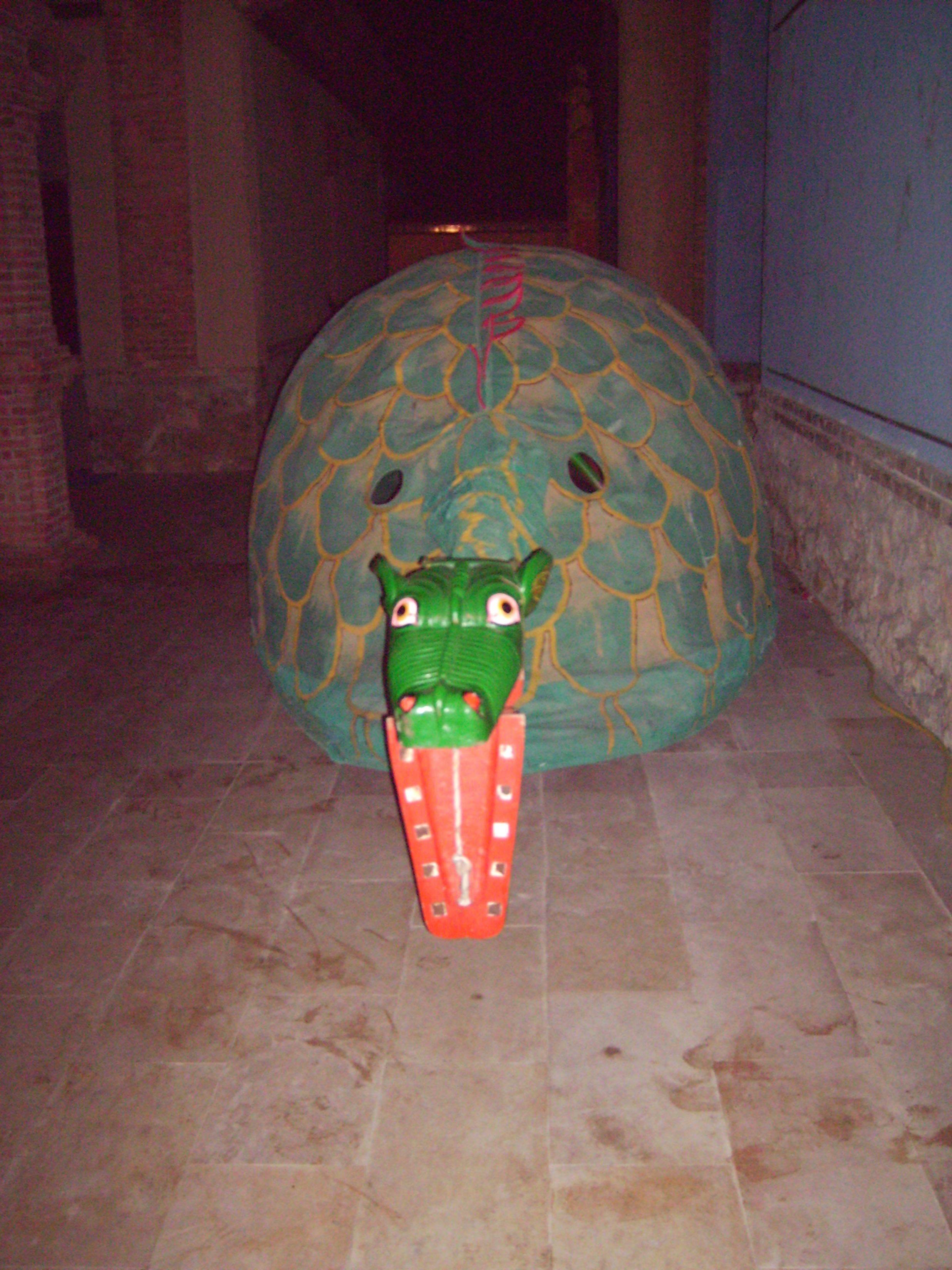
Cucafera de Tortosa

La Cucafera de Tortosa és una criatura mitològica i un dels símbols més emblemàtics de la ciutat de Tortosa, tradicionalment ha precedit la processó del Corpus per representar la idolatria o l'heretgia. És semblant a una tortuga amb el cap semblant al d'un cocodril, que estira-i-arronsa el coll i obre i tanca la gran boca amb molt de soroll. En sentir el soroll de les seves dents, els nens s'amaguen. N'hi ha 3 exemplars, una gran, la mare, i dues de petites. És present a totes les festes importants de la ciutat i normalment va acompanyada de tambors.
Al Costumari Català Joan Amades escriu: «La Ciutat de Tortosa ha conservat fins ara uns exemplars notables d'aquesta fauna mitològica, d'espècie diferent, de difícil classificar, per bé que volen semblar tortugues. Són qualificades de Cuquesferes. Són tres: una de grossa que vol figurar la mare, i dues de xiques, que són les filles... per efecte d'un dispositiu especial obren i tanquen la boca, i en cloure-la produeixen un petar especial de dents, que fa esporuguir la mainada, a la qual hom explica que cada dia es menja tretze gats i tres infants vius».
La seva existència es remunta al segle XVI i cap al 1600 ja tenia guanyada la seva fama. El cap de la cucafera s'assembla a una gàrgola de la Catedral, d'estil gòtic. Apareix al poema Romans X de Francesc Vicent Garcia i Torres del 1700, dedicat, en ortografia d'abans la reforma de Pompeu Fabra, «A la Cuca-fera de Tortosa propria de la confraria dels pescadors d'aquella ciutat, que fentse la prosesó del Corpus Christi, disconcertà ab una morrada sis flautas de un organét portatil».

Des de 2003 a Tortosa s'organitza el Cucafera Folk, una mostra de folklore popular organitzada per la Colla Jove de Dolçainers i l'Ajuntament de Tortosa.

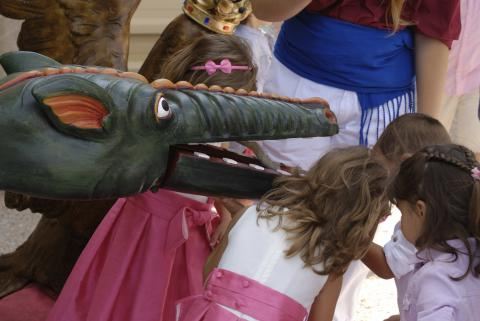

## Llegenda

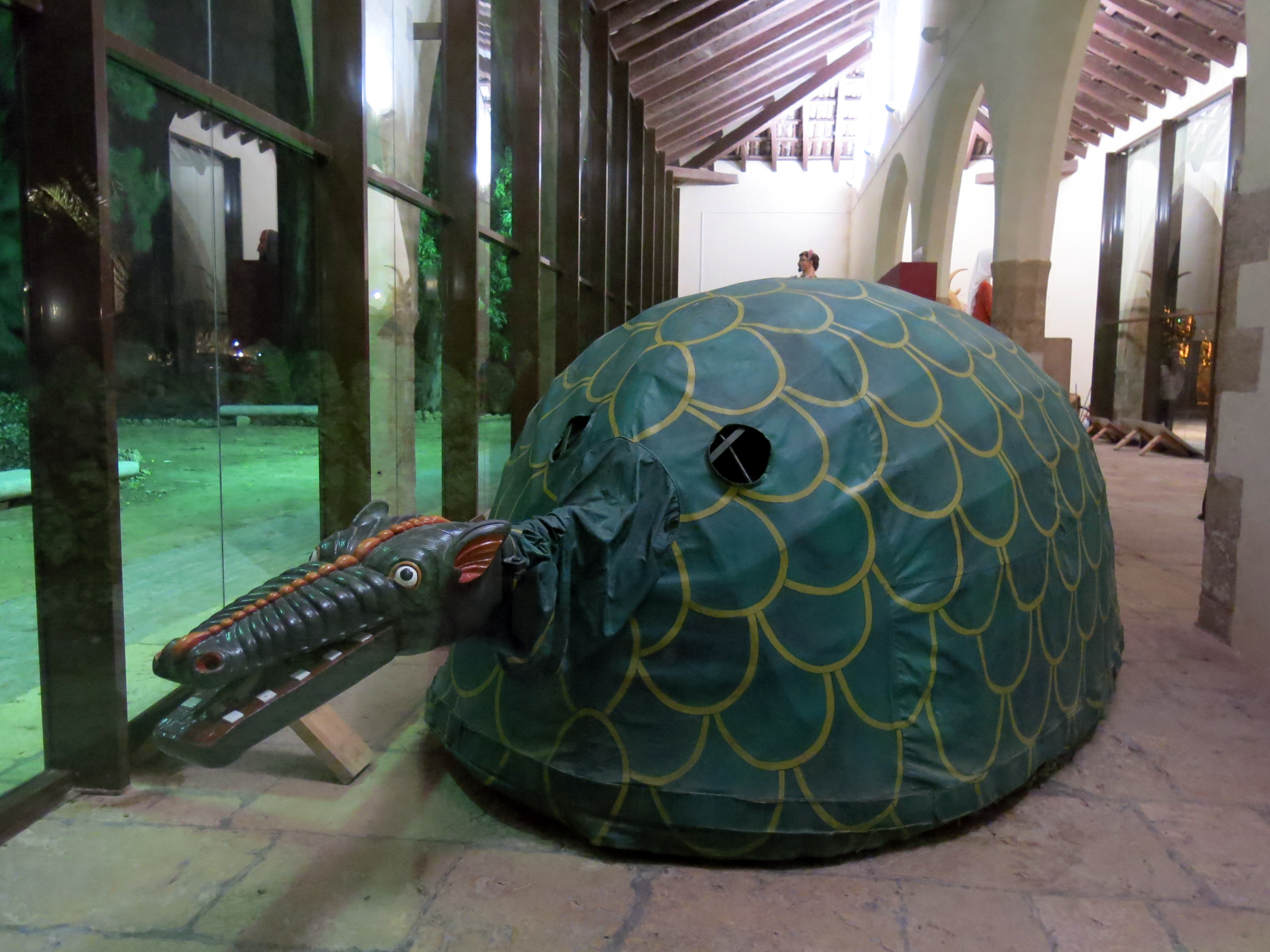
La Cucafera, a la Llotja de Tortosa

La llegenda explica que un dia va arribar a Tortosa un noi molt alt anomenat Rufolet va venir d'un país molt i molt llunyà per rescatar la princesa Rubí, encantada per un bruixot i tancada en una cova de la rodalia. Va sortir de la ciutat pel portal de Remolins tot dirigint-se a la bassa de Xaco quan va sentir uns crits. En acostar-se a la bassa s'adonà que s'ofegava un follet i el va salvar entrant ell mateix a l'aigua. El follet es deia Xaco i, molt agraït, va dir-li que sabia on era la princesa i el va portar fins a la cova. Però el va advertir que la bèstia que hi habitava a dins, de nom Cucafera, treia bromera per la boca i foc pels ulls: Li va explicar que perdria els seus poders malèfics si li tallava la cua i les orelles. Xaco i els seus companys follets van esmolar bé l'espasa d'en Rufolet, així que ell entrà a la fosca cova i, quan trobà la fera, li va tallar d'un cop les orelles i la cua: immediatament la fera s'amansí. Fou d'aquesta manera que en Rufolet, la Rubí, els follets i la Cucafera feren altre cop cap a Tortosa on es van trobar en plena processó del Corpus al so de dolçaines i tambors. L'estranya comitiva va sorprendre tant la ciutadania tortosina que, des de llavors, cada dia de Corpus es disfressen per recordar i reproduir l'esdeveniment. En Rufolet i els seus amics van marxar al seu país llunyà i encara avui no han tornat.
Paral·lelament a la llegenda de Rufolet i Rubí existeix una llegenda prèvia aquesta, recentment popularitzada. Aquesta primera llegenda relaciona la Cucafera amb la Confraria de Pescadors, que és la que històricament la treia en processó. Se la definia com un animal mitològic proper a una tortuga que va ser caçat després de quedar encallat al Fangar. Els pescadors la duen a Tortosa per ser exhibida i dominada però mor. Per recordar la gesta se'n fa una reproducció perquè surti amb la Confraria de Pescadors de Sant Pere a la celebració del Corpus.
A partir d'aquesta llegenda hi ha reculls literaris com el realitzat pel ciutadà tortosí Francesc Vicent Garcia i Torres (1582–1623), conegut per la seva obra literària i per ser el Rector de Vallfogona, que descriuen la participació de la Cucafera a la celebració del Corpus i el seu comportament ferotge i lúdic que espanta la gent.